# Moitron-sur-Sarthe
 Moitron-sur-Sarthe  es una población y comuna francesa, situada en la región de Países del Loira, departamento de Sarthe, en el distrito de Mamers y cantón de Fresnay-sur-Sarthe.

## Demografía
| 302 | 277 | 249 | 191 | 177 | 158 |
| Para los censos de 1962 a 1999 la población legal corresponde a la población sin duplicidades (Fuente: INSEE [Consultar]) |     |     |     |     |     |